# 恩給
恩給（おんきゅう）とは、恩給法（大正12年法律第48号）に規定される、官吏であったものが退職または死亡した後本人またはその遺族に安定した生活を確保するために支給される金銭をいう。なお、地方公務員については各地方公共団体が定める条例（恩給条例など）により支給され、退隠料と称されることもある。

## 恩給の歴史
近代恩給制度は1875年の海軍退隠令及び1876年10月23日の陸軍恩給令、1883年9月11日の海軍恩給令（海軍隠退令を廃止）に始まり、1884年1月4日には官吏恩給令が制定され、同時に太政官に恩給局が設置された（太政官達。15年以上在勤者に恩給）。この他にも1882年には警察官、1890年には教員に関する恩給制度が制定されているが、当初は部署によってバラバラに恩給制度が制定されたために複雑になってしまった。そのため、陸軍恩給法・海軍恩給令を統合し1890年6月21日軍人恩給法が公布され、1923年に恩給法が制定され、制度の一本化が図られた。同法では複雑な恩給の体系を普通恩給・増加恩給・一時恩給・傷病賜金・扶助料・一時扶助料に整理してその総称として恩給と規定した。また、「公務員及之ニ準スヘキ者並其ノ遺族ハ本法ノ定ムル所ニ依リ恩給ヲ受クルノ権利ヲ有ス」（第1条）とする恩給権の概念が形成された。ただし、一部（官業部門など）に恩給の対象外の政府職員がおり、その該当者に対しては官業共済組合が組織され、後に社会保険制度理念を基軸とする各種共済組合制度の元となった。だが、昭和初期の不況の中で恩給が保証された公務員に対する批判（「恩給亡国論」）に対して1933年の恩給法の改正が行われて恩給支給の抑制が図られた。
また、戦死者に対する特別賜金は上等兵の場合は、日清戦争では180円、日露戦争では693円、第一次世界大戦では704円、満州事変では2,600円と上昇した。
敗戦後の1945年11月25日、連合国軍最高司令官総司令部は軍人（不具、廃疾の者を除く）および一部の軍人以外の者（黒龍会などの団体員、連合軍により解散させられた会社関係者、罷免された政府官吏、抑留・逮捕された者等）への恩給の支給を翌1946年2月1日まで禁止するように命令。
さらに1946年、連合国最高司令官指令に基づくポツダム勅令である恩給法の特例に関する件（昭和21年勅令第68号）により、重症者に係る傷病恩給を除き、旧軍人軍属の恩給は廃止された。その後、国会前座り込みを含む彼らの粘り強い運動の結果、
1953年1月17日の閣議で軍人恩給の復活に向け500億円の予算化を決定、8月1日に恩給法の一部を改正する法律（昭和28年法律第150号）が公布、8月1日に施行され、恩給が復活した。以後、旧軍人等に対する給付については、多くが恩給法本体ではなく恩給法の一部を改正する法律（昭和28年法律第150号）附則に規定されて運用されている。その後、公務員共済制度に移行（国家公務員は1958年、地方公務員は1962年）したため、恩給法は移行時点で既に退職していた公務員（旧軍人・軍属を含む）を対象とする法令となった。
なお、国民年金制度が誕生するのは1959年のことである（適用事務は1960年10月から、拠出制年金の開始に伴う保険料徴収は1961年4月から）。
2024年3月末時点で、旧日本軍で一定期間勤務した旧軍人に支給される年金「普通恩給」の受給者数は1093人と前年より788人減った。総務省によると、普通恩給を受けている旧軍人はピーク時の1970年度には125万6409人いたが、2011年度に10万人、2019年度に1万人を割った。普通恩給の対象は、兵・下士官が12年以上、より階級が高い准士官以上が13年以上の勤務者。激戦地への派遣などで在職期間が加算される。受給対象外の元兵士も多くいるとみられるが、総務省は「現在存命の戦場体験者の数はわからない」としている。
2025年3月時点では、軍人恩給（普通恩給・傷病恩給）の受給者数は792人となり、1000人を下回った。100歳以上が645人であり、階級では少佐以上が1人、少尉から大尉が22人、准士官6人。平均年齢は103歳となっている。

## 恩給の区分と種類
- 区分
  - 文官恩給
  - 軍人恩給
  - 都道府県知事裁定恩給

恩給法第2条では、恩給の種類として次のようなものがある。
- 年金方式による恩給
  - 普通恩給
  - 増加恩給
  - 扶助料
- 一時金方式による恩給
  - 傷病賜金
  - 一時恩給
  - 一時扶助料

## 恩給の支給
恩給の支給については、恩給法をはじめ恩給条例などに規定されている。

## 共済年金などとの関係
1958年と1959年の国家公務員共済組合法、1962年の地方公務員等共済組合法の改正に伴い、公務員（国家公務員・地方公務員）については共済組合の共済年金などが支給されることとなり、恩給については原則としてすでに恩給の受給権が発生している者に対し支給されるだけである。

## 旧制度の恩給
恩給の支給に関する規定には、恩給法、 恩給法施行令（大正12年勅令367号）、恩給給与規則（大正12年勅令369号）、恩給給与細則（大正12年閣令第7号）、年金恩給支給規則（大正12年逓信省令92号）などがあった。

### 恩給の種類
恩給法によれば、恩給には普通恩給、増加恩給、一時恩給、傷病賜金、扶助料および一時扶助料である。うち普通恩給、増加恩給および扶助料は年金であり、一時恩給、傷病賜金および一時扶助料は一時賜金である（2条）。
また恩給は、次の2つに分けられることもある。すなわち、
（1） 退職公務員への恩給、すなわち退隠料 - 普通恩給、増加恩給、一時恩給、傷病賜金など。
（2） 退職公務員の遺族への手当、すなわち遺族扶助料 - 扶助料および一時扶助料。

### 恩給受領権者および恩給額
（1） 普通恩給を受ける権利を有する者は、文官、武官、教育職員（公立の学校および図書館の職員など）、警察職員、監獄職員および待遇職員（官国幣社の神職、判任官以上の待遇を受ける監獄の教誨師、教師など）である。
普通恩給は、原則として、文官在職15年以上、武官在職11年以上、教育職員在職15年以上で、失格原因なくして退職した者に支給される。
そのほか、それらの公務員が公務のため傷疾を受けまたは疾病にかかり、重度障害となり、失格原因なくして退職したときは、法定の在職年限に達しなくても普通恩給を支給する（46条1項）。
在職年限が上記法定の年限に達しても懲戒または懲罰処分によって退職した者または在職中禁錮以上の刑に処せられて失官した者は、失格原因による退職者とみなされる。
それはその失格事由の起った時期と相連続した在職期間について恩給を受ける資格を喪失する（51条）。
文官、教育職員、監獄職員および待遇職員の受ける普通恩給の年額は、退職当時の俸給年額の3分の1ないし2分の1である。
文官、教育職員および待遇職員の普通恩給の年額は、在職15年以上16年未満に対しては退職当時の俸給の150分の50に相当する金額とし、15年を増すごとにその1年に対し退職当時の俸給年額の150分の1に相当する金額を加えた額とする。在職40年を超える者に支給する恩給年額を定めるには、その在職を40年として計算する。公務のため傷疾を受けまたは疾病にかかり、重度障害となり、失格原因なくして退職した者に支給する普通恩給の年額は、在職15年の者に支給する普通恩給の額と同じである。
武官の受ける普通恩給の年額は、退職当時の階等およびその在職年限が異なるにしたがって一様でなく、その金額は、恩給法別表第1号表で定める（60条以下）。
（2） 増加恩給は、公務のため傷疾を受けまたは疾病にかかり、不具廃疾となり、失格原因なくして退職した公務員および准公務員のみが受ける恩給である。
公務員は、文官、軍人（武官）、教育職員、警察、監獄職員および恩給法24条に掲げる待遇職員をいう。
准公務員は、准文官、准軍人および准教育職員である。
それらの公務員は、文官15年、武官11年など法定の年数の間在職しなくても普通恩給を受け、そのほかになお傷痍または疾病による増加恩給を受ける。
公務員の増加恩給の年額は、恩給法別表第2号表で定められる（46条以下）。
（3） 一時恩給は、文官在職1年以上15年未満、下士官以上の軍人（兵卒を含まない）在職11年未満、教育職員在職1年以上15年未満、警察、監獄職員在職1年以上10年未満、待遇職員在職1年以上15年未満で、失格原因なくして退職した場合に支給される。
それらの者は、相当の期間在職したが、普通恩給を受ける資格を有していないが、退職の際に、一時賜金として一時恩給を与えるものである。
文官、教育職員、警察、監獄職員および待遇職員への一時恩給の年額は、退職当時の俸給月額に相当する金額に在職年数を乗じた金額である。
下士官以上の軍人（武官）に支給される一時恩給の額は、恩給法別表第4号表で定められる（67条以下）。
（4） 傷病賜金は、下士官以下の軍人（兵卒を含む）のみが受ける恩給である。
公務のため傷疾を受けまたは疾病にかかり、重度障害には至らなくてもこのために退職した下士官以下の軍人、または退職後1年内に公務のための傷痍、または疾病のために1種以上の兵役（例　現役、予備役、後備役）を免じられた下士官以下の軍人が傷病賜金を受けることができる。
それは一時賜金である。
その額は、恩給法別表第2号表で定められる（66条以下）。
傷病賜金は、普通恩給を受ける者または一時恩給を受ける者にも支給される。
ただし増加恩給との併給はされない。
（5） 扶助料および（6） 一時扶助料は、公務員の遺族に支給される恩給である。恩給法上の遺族とは「ア　配偶者　イ　未成年の子　ウ　父母　エ　成年の子（公務員の死亡当時から重度障害の状態にあり、生活資料を得る途のない者に限る。）オ　祖父母」でありこの順に受給者が決定する。

### 恩給種類別受領権者
恩給種類別受領権者数は、令和6年度予算人員として次のとおりである
。一時恩給及び傷病賜金は、退職時のみの給付であり。現在は実例はない。
(1) 普通恩給（1千人）
(2) 傷病恩給〔増加恩給、傷病年金、特例傷病恩給〕（0.32千人）- 増加恩給は、必ず普通恩給が併給される。
(3) 普通扶助料（80千人）
(4) 増加非公死扶助料（4千人）
(5) 傷病者遺族特別年金（4千人）
(6) 公務扶助料（3千人）
(7) 特例扶助料（0.2千人）

### 恩給関係費予算
2024年度（令和6年度）一般会計当初予算における恩給関係費予算は、総額771億3026万7千円であり、内訳は次のとおりである。なお恩給費と恩給支給事務費は総務省の所管であるが、遺族及び留守家族等援護費と恩給進達等実施費は、厚生労働省の所管である。
文官等恩給費　33億6337万4千円
旧軍人遺族等恩給費 665億8629万5千円
恩給支給事務費　5億9545万2千円
遺族及び留守家族等援護費　44億3066万4千円
恩給進達等実施費 1億7013万円

## 恩給を担保にした金融
生活に困窮した遺族が一時しのぎに恩給証書を高利貸しなどに担保として差し出し、果てに証書を譲り渡してしまう後を絶たなかった。このため政府は1938年（昭和13年）に恩給を担保に融資を受けられる公的金融機関として恩給金庫を設立。また、改めて民間金融機関が恩給証書を担保とすることができないよう措置した。